# Березівка (притока Дніпра)
Бере́зівка — річка в Полтавській області, ліва притока Дніпра.
Впадає у Дніпро між річками Ірклій і Сула. 